# Torsten Slama
Torsten Slama (* 31. Mai 1967 in Schwarzach; † 29. November 2023 in Köln) war ein deutsch-österreichischer Maler, Schriftsteller und Programmierer. Er gehört zur Generation der Künstler des multimedialen Crossover der Jahrtausendwende, die in Köln und Berlin lebten. In seinem Werk mischte er Elemente der Pop Art, der Neuen Sachlichkeit, des Neorealismus und des Surrealismus.

## Biographie
Torsten Slama wurde 1967 als Sohn des Handelsreisenden Hellmut Hermann Franz Slama und der Lehrerin Elke Slama geboren. Sein Großonkel war Victor Theodor Slama, ein österreichischer Grafiker, Ausstellungsgestalter und Bühnenbildner. Nach der Trennung seiner Eltern zog er mit seiner Mutter und seiner Schwester in das Bergische Land bei Köln.
1986 wurde Slama Meisterschüler bei Fritz Schwegler an der Kunstakademie Düsseldorf und schloss sein Studium 1992 ab. 1994 präsentierte er seine Arbeiten zusammen mit Kai Althoff in der Ausstellung „Zur ewigen Lampe“ in der Galerie Nicolai Wallner, Kopenhagen. 1996 nahm Slama an der Ausstellungsreihe „Glockenschrei nach Deutz“ teil, die von Cosima von Bonin, Daniel Buchholz und Christopher Müller organisiert wurde. 1997 zog er nach Berlin, es folgten verschiedene Aufenthalte in den USA und im Vereinigten Königreich.
Ab Sommer 1997 war Torsten Slama mit der deutschen Künstlerin Katharina Wulff liiert und lebte mit ihr in Berlin.
1998 erhielt Slama zusammen mit Kai Althoff, Manfred Pernice, Lothar Hempel und Sean Snyder den ars viva-Preis des Kulturkreises der deutschen Wirtschaft im BDI e.V. Der Preis beinhaltete eine Ausstellungstournee mit den Ausstellungsorten Brandenburgische Kunstsammlung Cottbus, Kunstverein Braunschweig und Portikus in Frankfurt am Main, kuratiert von Kasper König.
Sowohl die Beziehung zu Katharina Wulff als auch Slamas Wohnsitz in Berlin endete, als er die britische Künstlerin Lucy McKenzie kennenlernte. Das Paar war von 2009 bis 2011 in Brüssel verheiratet. 
Slama verließ Brüssel und lebte und arbeitete ab 2012 wieder in Köln, zunächst in Ehrenfeld und in den letzten Monaten seines Lebens in der Mülheimer Freiheit, wo das gleichnamige Kollektiv sein Hinterhofatelier hatte.
Seine Werke gelangten in renommierte Sammlungen, darunter das Museum of Modern Art in New York und die Galerie für Zeitgenössische Kunst in Leipzig, und wurden in zahlreichen internationalen Galerien ausgestellt.
Besonders erwähnenswert ist seine große Einzelausstellung im Contemporary Arts Museum Houston im Jahr 2009.
Neben seinem Leben als Künstler arbeitete Slama als Deutsch- und Englischlehrer an verschiedenen Instituten und als Programmierer und Interface-Designer bei der Softwarefirma Ableton. Diese Tätigkeit spiegelt sich in seiner Arbeit für den Portikus, „KEN“, wider, die auf einem Programm basiert, das über Zufallszahlen Variationen eines Webmusters generiert.
Torsten Slama verstarb im November 2023 im Alter von 56 Jahren in Köln. Seit 2024 verwaltet Van Ham den künstlerischen Nachlass Slamas, der Gemälde und Arbeiten auf Papier aus allen Phasen seines Schaffens umfasst.

## Kunst

### Malerei und Zeichnungen
Malerei und Zeichnung waren Slamas bevorzugte Arbeitsmittel. Seine Werke beziehen sich auf Aspekte der Populärkultur, insbesondere auf Comics, Filmklassiker und Fernsehsendungen sowie auf Kunstgeschichte und Science-Fiction. Unter seinen Motiven findet sich eine Variation von Architekturen von Einfamilienhäusern, Fabriken, Gotteshäusern, Fachwerkhäusern oder Innenräumen neben Porträts, Comics, Oldtimern und technischen Geräten und Apparaten, die an Konrad Klaphecks ikonische Maschinen erinnern. Die Szenen enthalten manchmal surreale Elemente wie schwebende geometrische Objekte, die eine geheimnisvolle Unterströmung suggerieren. Viele der Zeichnungen aus dieser Phase sind eine Hommage an die Tradition der chinesischen Landschaftsmalerei.

### Video
1999 entwickelte Slama eine digitale Animation mit dem Titel „KEN“, die eine Hommage an den amerikanischen Computergrafik-Pionier und Künstler Kenneth C. Knowlton war. Die Animation wurde von einem Text aus demselben Jahr begleitet: Algorithmic Art Dept. - KEN - Variationen über ein Thema von Kenneth C. Knowlton.

### Skulptur
Im Jahr 2008 schuf Slama eine Skulptur im Skulpturenpark Köln für „KölnSkulptur 5 Reality Check“. Sie ist aus seiner Zeichnung „Vision 6: Der Herbert-Bayer-Zigarettenkiosk“ aus dem Zyklus „Illustrierte Zukunftsvisionen zur Denkmalpflege und zum Gedenken an die Menschheit“ entwickelt.
Die Skulptur mit dem Titel „Herbert-Bayer-Zigarettenkiosk / Atomskulptur“ nach einem Entwurf von Herbert Bayer aus dem Jahr 1924 dient als Denkmal für eine untergegangene menschliche Zivilisation.

## Ausstellungen (Auswahl)

### Einzelausstellungen
- 2009: Perspectives 166, Museum of Contemporary Art, Houston, TX
- 2016: Komm und Sieh – Vorschläge für eine Sprach- und Schulreform, Kunstverein Bremerhaven, DE

### Ausgewählte Gruppenausstellungen
- 1993: E, Künstlerhaus Bethanien, Berlin, DE
- 1998: ars viva 1998/99, Installationen, Brandenburgische Kunstsammlung Cottbus; Kunstverein Braunschweig; Portikus, Frankfurt/Main, DE
- 1999: Digitale Photographie, Triennale der Photographie, Deichtorhallen, Hamburg, DE
- 2000: Deutsche Kunst in Moskau, Zentrales Haus der Künstler, Moskau, RUS
- 2001: Und keiner hinkt – 22 Wege vom Schwegler wegzukommen, Museum Kurhaus Kleve; Kunsthalle Düsseldorf, DE
- 2003: Deutsch malerei zweitausenddrei, Frankfurter Kunstverein, Frankfurt/Main, DE
- 2006: Optik Schröder – Werke aus der Sammlung Alexander Schröder, Kunstverein Braunschweig, DE
- 2007: The present Order is the Disorder of the Future, Museum de Hallen, Haarlem, NL
- 2009: KölnSkulptur 5 Reality Check, Skulpturenpark Köln, Köln, DE
- 2012: Sammlung Wilhelm Otto Nachf. Werkräume von Kai Althoff bis Thomas Zipp, Leopold-Hoesch-Museum, Düren, DE
- 2015: Le Souffleur – Schürmann trifft Ludwig, Ludwig Forum Aachen, DE

## Auszeichnungen
„ars viva-Preis“ mit Kai Althoff, Manfred Pernice, Lothar Hempel und Sean Snyder vom Kulturkreis der deutschen Wirtschaft im BDI e.V.